# Campeonato Femenino de la OFC 1989
El Campeonato Femenino de la OFC de 1989 fue la tercera edición de la máxima competición femenina de fútbol a nivel selecciones en Oceanía, celebrada en Australia. Participaron cinco selecciones que se enfrentarían en sistema todos contra todos. Los dos primeros puestos de esa liga serían los finalistas y se enfrentarían entre ellos en un solo partido para definir al campeón. A diferencia de la edición anterior, no se disputó partido por el tercer puesto.

## Equipos participantes
En cursiva los debutantes.
| Equipos participantes | Equipos participantes | Equipos participantes | Equipos participantes | Equipos participantes |
| --------------------- | --------------------- | --------------------- | --------------------- | --------------------- |
| Australia A           | Australia B           | China Taipéi          | Nueva Zelanda         | Papúa Nueva Guinea    |

## Resultados

### Primera ronda
| Equipo             | Pts | PJ | PG | PE | PP | GF | GC | Dif |
| ------------------ | --- | -- | -- | -- | -- | -- | -- | --- |
| Nueva Zelanda      | 8   | 4  | 4  | 0  | 0  | 10 | 0  | +10 |
| China Taipéi       | 6   | 4  | 3  | 0  | 1  | 14 | 3  | +11 |
| Australia A        | 3   | 4  | 1  | 1  | 2  | 7  | 6  | +1  |
| Australia B        | 3   | 4  | 1  | 1  | 2  | 6  | 2  | -4  |
| Papúa Nueva Guinea | 0   | 4  | 0  | 0  | 4  | 1  | 19 | -18 |

| 26 de marzo de 1989 | Australia | 2:0 | Papúa Nueva Guinea |  |  |

| 27 de marzo de 1989 | China Taipéi | 6:1 | Papúa Nueva Guinea |  |  |

| 27 de marzo de 1989 | Australia | 0:0 | Australia |  |  |

| 28 de marzo de 1989 | Nueva Zelanda | 1:0 | China Taipéi |  |  |

| 28 de marzo de 1989 | Australia | 6:0 | Papúa Nueva Guinea |  |  |

| 30 de marzo de 1989 | Nueva Zelanda | 5:0 | Papúa Nueva Guinea |  |  |

| 30 de marzo de 1989 | Australia | 0:4 | China Taipéi |  |  |

| 31 de marzo de 1989 | Australia | 1:4 | China Taipéi |  |  |

| 31 de marzo de 1989 | Australia | 0:2 | Nueva Zelanda |  |  |

### Final
| 1 de abril de 1989 | China Taipéi       | 1:0 | Nueva Zelanda |  |  |
|                    | Huang Yu-chuan 51' |     |               |  |  |

| China Taipéi   |
| China Taipéi   |
| Segundo título |